# Elof Karlsson
Elof Olaus Karlsson, född 19 juli 1898 i Moheda församling, Kronobergs län, död 29 augusti 1977 i Snöstorps församling, Hallands län, var en svensk socialdemokratisk kommunalpolitiker.
Karlsson, som var son till mekaniker Gustav Karlsson och Vendla Andersson, började sin järnvägsmannabana vid Halmstad–Nässjö Järnvägar 1920 och var anställd vid Statens Järnvägar 1945–1958. Han var ordförande i Svenska järnvägsmannaförbundets avdelning 14 i Halmstad 1924–1944. Han var ordförande i stadsfullmäktige i Halmstads stad 1962–1966 (ledamot sedan 1934), i styrelsen för Halmstads elverk 1948–1962, i HSB i Halmstad sedan 1965 och styrelseledamot i AB Halmstads Folkrestauranger.